# Índice de fijación
El índice de fijación (FST) es una medida de la diferenciación de la población debido a la estructura genética. Con frecuencia se estima a partir de datos de polimorfismo genético, como polimorfismos de un solo nucleótido (SNP) o microsatélites. Desarrollado como un caso especial de las estadísticas F de Wright, es una de las estadísticas más utilizadas en genética de poblaciones. 

## Definición
Dos de las definiciones más comúnmente usadas para FST en un locus dado se basan en la varianza de las frecuencias alélicas entre las poblaciones y en la probabilidad de Identidad por descendencia. 
Si  {\displaystyle {\bar {p}}} es la frecuencia promedio de un alelo en la población total, {\displaystyle \sigma _{S}^{2}} es la varianza en la frecuencia del alelo entre diferentes subpoblaciones, ponderada por los tamaños de las subpoblaciones, y {\displaystyle \sigma _{T}^{2}} es la varianza del estado alélico en la población total, FST se define como
{\displaystyle F_{ST}={\frac {\sigma _{S}^{2}}{\sigma _{T}^{2}}}={\frac {\sigma _{S}^{2}}{{\bar {p}}(1-{\bar {p}})}}}
La definición de Wright ilustra que FST mide la cantidad de variación genética que puede explicarse por la estructura de la población. Esto también puede considerarse como la fracción de la diversidad total que no es consecuencia de la diversidad promedio dentro de las subpoblaciones, donde la diversidad se mide por la probabilidad de que dos alelos seleccionados al azar sean diferentes, a saber {\displaystyle 2p(1-p)} . Si la frecuencia del alelo en el {\displaystyle i} la población es {\displaystyle p_{i}} y el tamaño relativo de la {\displaystyle i} la población es {\displaystyle c_{i}}, luego 
{\displaystyle F_{ST}={\frac {{\bar {p}}(1-{\bar {p}})-\sum c_{i}p_{i}(1-p_{i})}{{\bar {p}}(1-{\bar {p}})}}={\frac {{\bar {p}}(1-{\bar {p}})-{\overline {p(1-p)}}}{{\bar {p}}(1-{\bar {p}})}}}
Alternativamente,
{\displaystyle F_{ST}={\frac {f_{0}-{\bar {f}}}{1-{\bar {f}}}}}
dónde {\displaystyle f_{0}} es la probabilidad de identidad por descendencia de dos individuos dado que los dos individuos están en la misma subpoblación, y {\displaystyle {\bar {f}}} es la probabilidad de que dos individuos de la población total sean idénticos por descendencia. Usando esta definición, FST puede interpretarse como una medida de cuánto más cerca están dos individuos de la misma subpoblación, en comparación con la población total. Si la tasa de mutación es pequeña, esta interpretación puede hacerse más explícita al vincular la probabilidad de identidad por descendencia con los tiempos coalescentes: dejemos que T0 y T denoten el tiempo promedio de coalescencia para individuos de la misma subpoblación y la población total, respectivamente. Luego, 
{\displaystyle F_{ST}\approx 1-{\frac {T_{0}}{T}}}
Esta formulación tiene la ventaja de que el tiempo esperado de coalescencia se puede estimar fácilmente a partir de datos genéticos, lo que condujo al desarrollo de varios estimadores para FST. 

## Estimación
En la práctica, ninguna de las cantidades utilizadas para las definiciones se puede medir fácilmente. Como consecuencia, se han propuesto varios estimadores. Un estimador particularmente simple aplicable a los datos de secuencia de ADN es:
{\displaystyle F_{ST}={\frac {\pi _{\text{Between}}-\pi _{\text{Within}}}{\pi _{\text{Between}}}}}
dónde {\displaystyle \pi _{\text{Between}}} y {\displaystyle \pi _{\text{Within}}} representan el número promedio de diferencias por pares entre dos individuos muestreados de diferentes subpoblaciones ({\displaystyle \pi _{\text{Between}}}) o de la misma subpoblación ({\displaystyle \pi _{\text{Within}}}) La diferencia promedio por pares dentro de una población se puede calcular como la suma de las diferencias por pares divididas por el número de pares. Sin embargo, este estimador está sesgado cuando los tamaños de muestra son pequeños o si varían entre poblaciones. Por lo tanto, se utilizan métodos más elaborados para calcular FST en la práctica. Dos de los procedimientos más utilizados son el estimador de Weir y Cockerham (1984), o la realización de un análisis de varianza molecular.  

## Interpretación
Esta comparación de la variabilidad genética dentro y entre poblaciones se usa con frecuencia en genética de poblaciones aplicadas. Los valores van de 0 a 1. Un valor cero implica panmixis completa; es decir, que las dos poblaciones se cruzan libremente. Un valor de uno implica que toda la variación genética se explica por la estructura de la población, y que las dos poblaciones no comparten ninguna diversidad genética. 
Para modelos idealizados como el modelo de isla finita de Wright, FST puede usarse para estimar las tasas de migración. Bajo ese modelo, la tasa de migración es 
{\displaystyle M={\frac {m}{\mu }}\approx {\frac {1}{4}}\left({\frac {1}{F_{ST}}}-1\right)} ,
donde m es la tasa de migración por generación, y {\displaystyle \mu } es la tasa de mutación por generación.
La interpretación de FST puede ser difícil cuando los datos analizados son altamente polimórficos. En este caso, la probabilidad de identidad por descendencia es muy baja y FST puede tener un límite superior arbitrariamente bajo, lo que podría conducir a una mala interpretación de los datos. Además, estrictamente hablando F ST no es una distancia en el sentido matemático, ya que no satisface la desigualdad del triángulo. 
Para las poblaciones de plantas que pertenecen claramente a la misma especie, los valores de FST superiores al 15% se consideran diferenciación "grande" o "significativa", mientras que los valores inferiores al 5% se consideran diferenciación "pequeña" o "insignificante". Los valores para poblaciones de mamíferos entre subespecies, o especies estrechamente relacionadas, son valores típicos del orden del 5% al 20%. FST entre las poblaciones euroasiática y norteamericana del lobo gris fueron reportadas en 9.9%, aquellas entre las poblaciones de lobo rojo y lobo gris entre 17% y 18%. El lobo del este, una "especie similar al lobo" altamente mezclada recientemente reconocida, tiene valores de FST inferiores al 10% en comparación con los lobos grises euroasiáticos (7,6%) y norteamericanos (5,7%), con el lobo rojo (8,5%), e incluso un valor aún más bajo cuando se combina con el Coyote (4.5%).

## FSTen humanos
Los valores de FST dependen en gran medida de la elección de las poblaciones. Los grupos étnicos estrechamente relacionados, como los daneses frente a los holandeses, o los franceses frente a los españoles muestran valores significativamente inferiores al 1%, indistinguibles de la panmixia. Dentro de Europa, se ha encontrado que los grupos étnicos más divergentes tienen valores del orden del 7% (Lapps vs. Sardos). 
Se encuentran valores más grandes si se comparan grupos homogéneos altamente divergentes: el valor más alto encontrado fue cercano al 46%, entre Mbuti y Papuanos.
La distancia media Fst entre las poblaciones humanas es de aproximadamente 0,15. Lewontin argumentó que esto representa una pequeña variación racial. Harpending, por otro lado, argumentó que dicha distancia implica parentesco entre individuos de la misma raza equivalente al parentesco entre medio hermanos en una población que se empareja al azar, y que una persona de cierta raza está genéticamente más cerca de un individuo no relacionado de la misma raza que de un medio hermano de raza mixta.

## Distancias genéticas autosómicas basadas en marcadores clásicos
En su estudio The History and Geography of Human Genes (1994), Cavalli-Sforza, Menozzi y Piazza proporcionan algunas de las estimaciones más detalladas y completas de distancias genéticas entre poblaciones humanas, dentro y a través de los continentes. Su base de datos inicial contiene 76,676 frecuencias de genes (usando 120 polimorfismos sanguíneos), correspondientes a 6,633 muestras en diferentes lugares. Al seleccionar y agrupar tales muestras, restringen su análisis a 491 poblaciones. Se centran en las poblaciones aborígenes que se encontraban en su ubicación actual a fines del siglo XV, cuando comenzaron las grandes migraciones europeas. Cuando se estudia la diferencia genética a nivel mundial, el número se reduce a 42 poblaciones representativas, agregando subpoblaciones caracterizadas por un alto nivel de similitud genética. Para estas 42 poblaciones, Cavalli-Sforza y sus coautores informan distancias bilaterales calculadas a partir de 120 alelos. Entre este conjunto de 42 poblaciones mundiales, la mayor distancia genética observada es entre los pigmeos Mbuti y Papua Nueva Guinea, donde la distancia Fst es 0.4573, mientras que la distancia genética más pequeña (0.0021) es entre los daneses y los ingleses. Cuando se consideran datos más desglosados para 26 poblaciones europeas, la distancia genética más pequeña (0.0009) está entre los holandeses y los daneses, y la más grande (0.0667) está entre los lapones y los sardos. Se encontró que la distancia genética media entre las 861 parejas disponibles de las 42 poblaciones seleccionadas fue de 0.1338. Una distancia genética de 0.1338 implica que el parentesco entre individuos no relacionados de la misma raza en relación con la población mundial es equivalente al parentesco entre medio hermanos en una población de apareamiento aleatorio. Esto también implica que si un humano de una raza dada tiene un medio hermano birracial, ese humano está genéticamente más cerca de un individuo no relacionado de su raza que del medio hermano birracial.

### Distancias genéticas autosómicas basadas en SNP
Un estudio de 2012 basado en datos del Proyecto Internacional HapMap estimó FST entre las tres principales poblaciones "continentales" de europeos (combinados de residentes de Utah de ascendencia del norte y oeste de Europa de la colección CEPH e italianos de Toscana), asiáticos orientales (combinando chinos Han de Beijing, chinos del área metropolitana de Denver y japoneses de Tokio, Japón) y africanos subsaharianos (combinando Luhya de Webuye, Kenia, Maasai de Kinyawa, Kenia y Yoruba de Ibadán, Nigeria). Informó un valor cercano al 12% entre las poblaciones continentales, y valores cercanos a la panmixia (menor al 1%) dentro de las poblaciones continentales.
|                              | Europa (CEU) | África subsahariana (yoruba) | Asia oriental (japonés) |
| ---------------------------- | ------------ | ---------------------------- | ----------------------- |
| África subsahariana (yoruba) | 0,153        |                              |                         |
| Asia oriental (japonés)      | 0.111        | 0,190                        |                         |
| Asia oriental (chino)        | 0.110        | 0,192                        | 0.007                   |

|             | Italianos     | Palestinos | Suecos        | Finlandeses   | Españoles     | Alemanes      | Rusos  | Franceses | Griegos |
| ----------- | ------------- | ---------- | ------------- | ------------- | ------------- | ------------- | ------ | --------- | ------- |
| Palestinos  | 0.0064        |            |               |               |               |               |        |           |         |
| Suecos      | 0.0064-0.0090 | 0,0191     |               |               |               |               |        |           |         |
| Finlandeses | 0.0130-0.0230 |            | 0.0050-0.0110 |               |               |               |        |           |         |
| Españoles   | 0.0010-0.0050 | 0,0101     | 0.0040-0055   | 0.0110-0.0170 |               |               |        |           |         |
| Alemanes    | 0.0029-0.0080 | 0,0136     | 0.0007-0.0010 | 0.0060-0.0130 | 0.0015-0.0030 |               |        |           |         |
| Rusos       | 0.0088-0.0120 | 0,0202     | 0.0030-0.0036 | 0.0060-0.0120 | 0.0070-0.0079 | 0.0030-0.0037 |        |           |         |
| Franceses   | 0.0030-0.0050 |            | 0.0020        | 0.0080-0.0150 | 0.0010        | 0.0010        | 0.0050 |           |         |
| Griegos     | 0.0000        | 0.0057     | 0.0084        |               | 0.0035        | 0.0039        | 0,0108 |           |         |

## Programas para calcular FST
- Arlequin
- Fstat
- SMOGD[16]
- diveRsity (paquete R)
- hierfstat (paquete R)
- FinePop[17] (paquete R)
- Analizador de microsatélites (MSA)
- VCFtools
- DnaSP

## Módulos para calcular FST
- BioPython
- BioPerl

### Otras lecturas
- Evolution and the Genetics of Populations Volume 2: the Theory of Gene Frequencies, pg 294–295, S. Wright, Univ. of Chicago Press, Chicago, 1969
- A haplotype map of the human genome, The International HapMap Consortium, Nature 2005